# キング (トランプ)

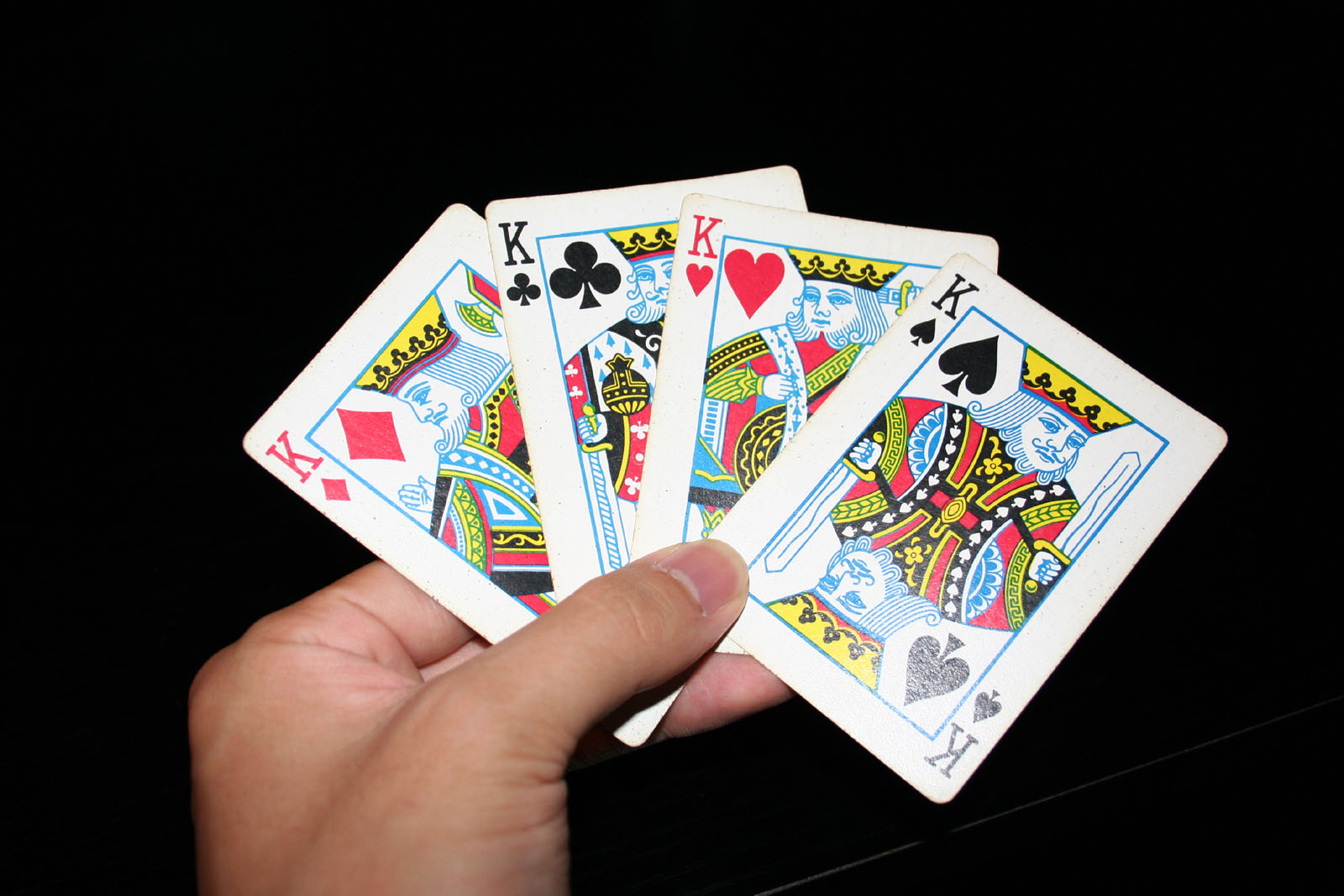
4つのスートのキング

キング（英語: King）は、王（男性の君主）の絵柄が描かれたトランプである。キングのランクは通常13（まれに14）であり、クイーンより強い。多くのゲームでは、エースが最強のカードであるが、キングが最強のゲームもある。ピノクル、シュナプセンやその他のヨーロッパのゲームでは、エースのほかに10がキングより強いこともある。
ハートのキングは、頭に剣を突き刺しているように見える事から、「自殺するキング」と呼ばれる事もままある。しかし、誰か別の人間がハートのキングを刺しているように見えるデザインもあるところから、剣とそれを握る手が本当にハートのキング自身のものかどうかについては議論がある。ハートのキングは4人の中で唯一口ひげを生やしておらず、ダイヤのキングは、唯一剣ではなく斧を持っており、「斧を持つ男」という愛称がある。スペードのキングは、右を向いている唯一のキングであり、クラブのキングは、武器を地面に付けている唯一のキングである。
フランスタイプのデッキでは、各絵札に名前がついている。チャールズ1世とチャールズ2世の間の空位期間(1649年 - 1660年)、英国ではトランプ製造が違法であったため、チャールズ2世の王政復古を迎えてイギリス王室でトランプが再びプレイされるようになると、英国でのスートではフランスタイプの物に由来する物となったが、絵札の名前は伝わらなかった。15世紀頃からフランスのトランプ製造業者は、絵札それぞれに歴史や神話上の人物を充てるようになった。この慣習は19世紀までには大方失われてしまった。
フランス式の各キングのデザインと名称は一般的には以下のようだった:

スペードのキング: ダビデ (聖書に現れる王)
ハートのキング: シャルル (おそらくシャルルマーニュ)
ダイヤのキング: セザール (おそらくガイウス・ユリウス・カエサル)
クラブのキング: アレクサンドル (アレクサンドロス大王)

多くのゲームで、1人で4枚ともキングのカードを持つプレイヤーは、「the four horsemen(四騎士)」と呼ばれている。

## 他の地域
インデックスには、ゲルマン語・スラブ語圏では「K」、ロマンス語圏では「R」（フランス語 roi 「王」など）と書かれていることが多い。
ラテン式のカードでも一番上の絵札は王であるが、数札の10が存在しないため、インデックスには12と書かれる。

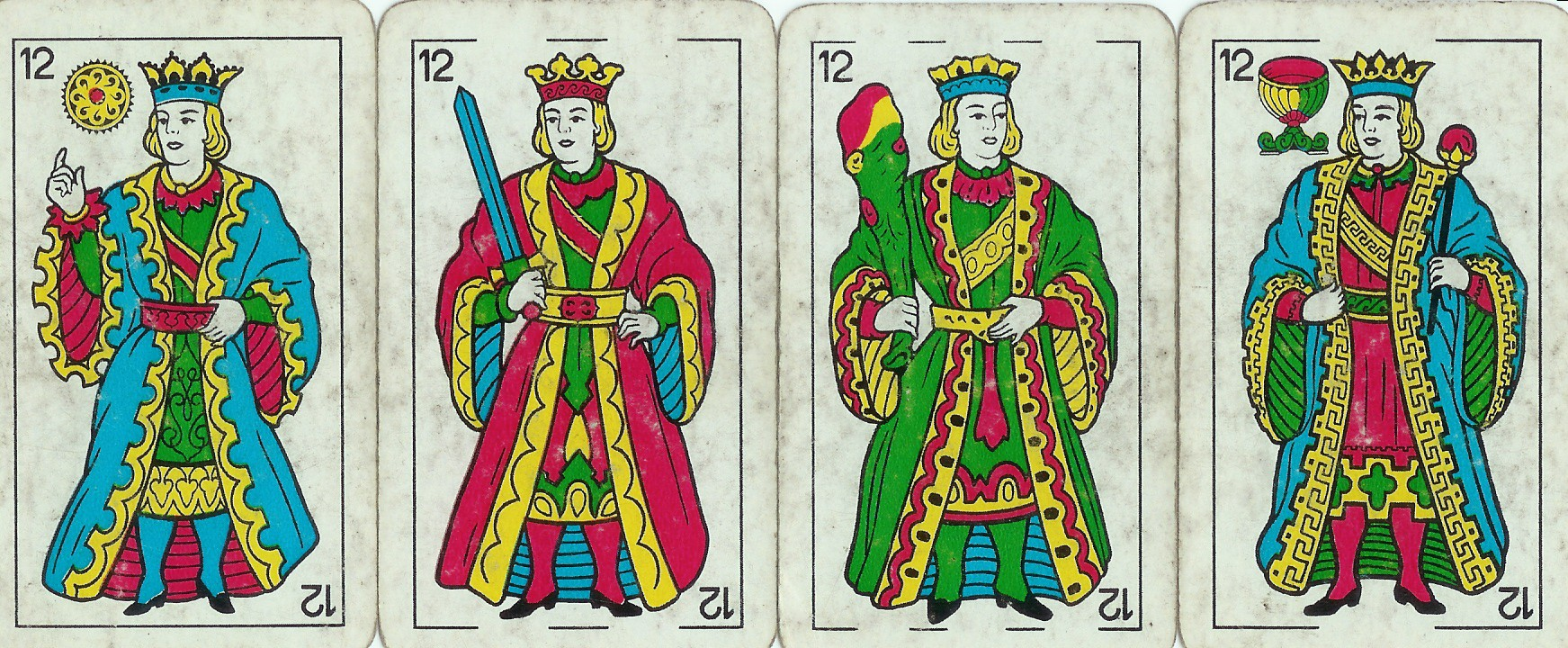
コインのキング (ダイヤ), 剣のキング (スペード), バトンのキング (クラブ), カップのキング (ハート): スペインタイプのデッキにある4枚のキングである。